# Theridion thalia
Theridion thalia är en spindelart som beskrevs av Thomas Workman 1878. Theridion thalia ingår i släktet Theridion och familjen klotspindlar.
Artens utbredningsområde är Myanmar. Inga underarter finns listade i Catalogue of Life.